# Dobrojewo (Skwierzyna)

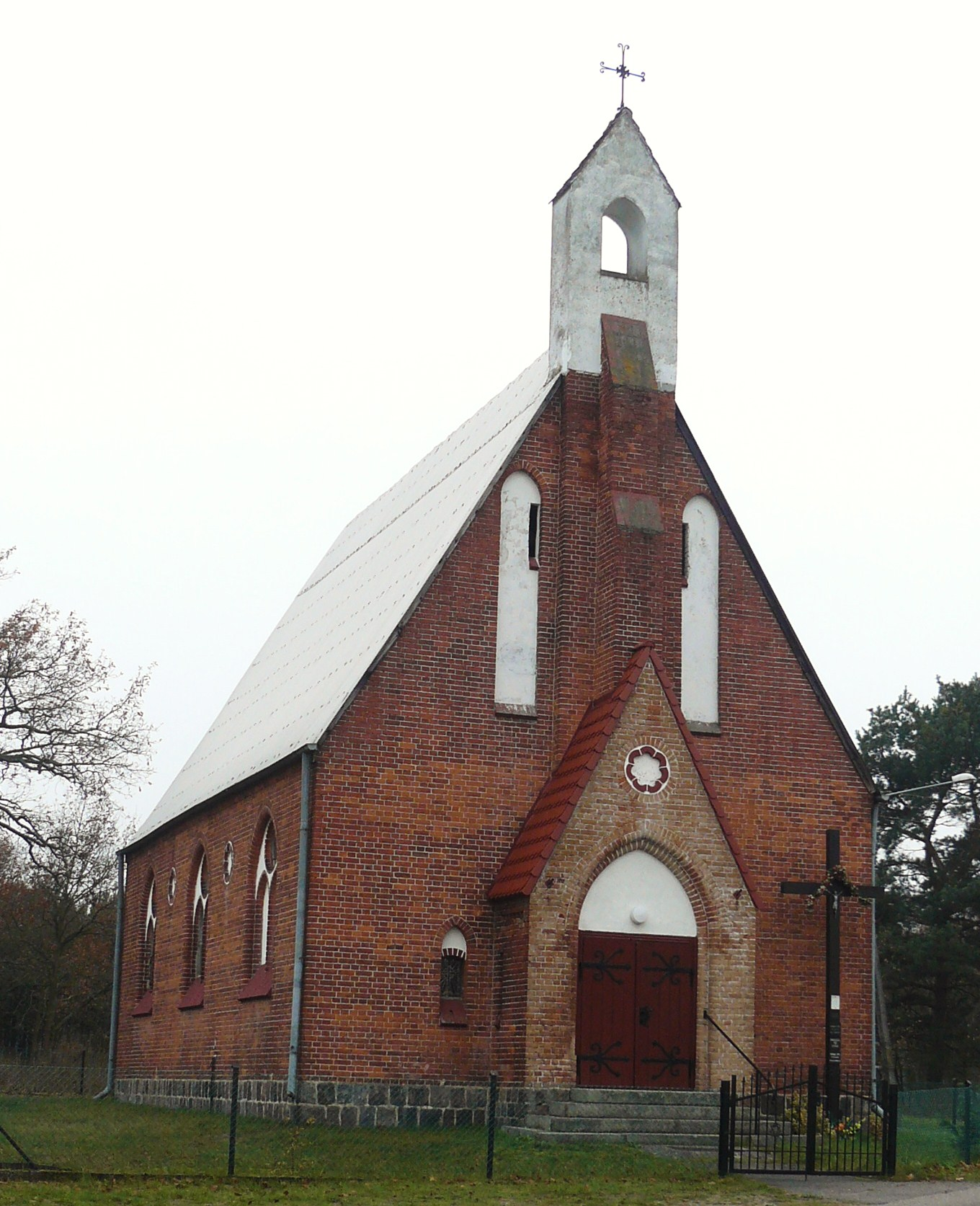
Kirche

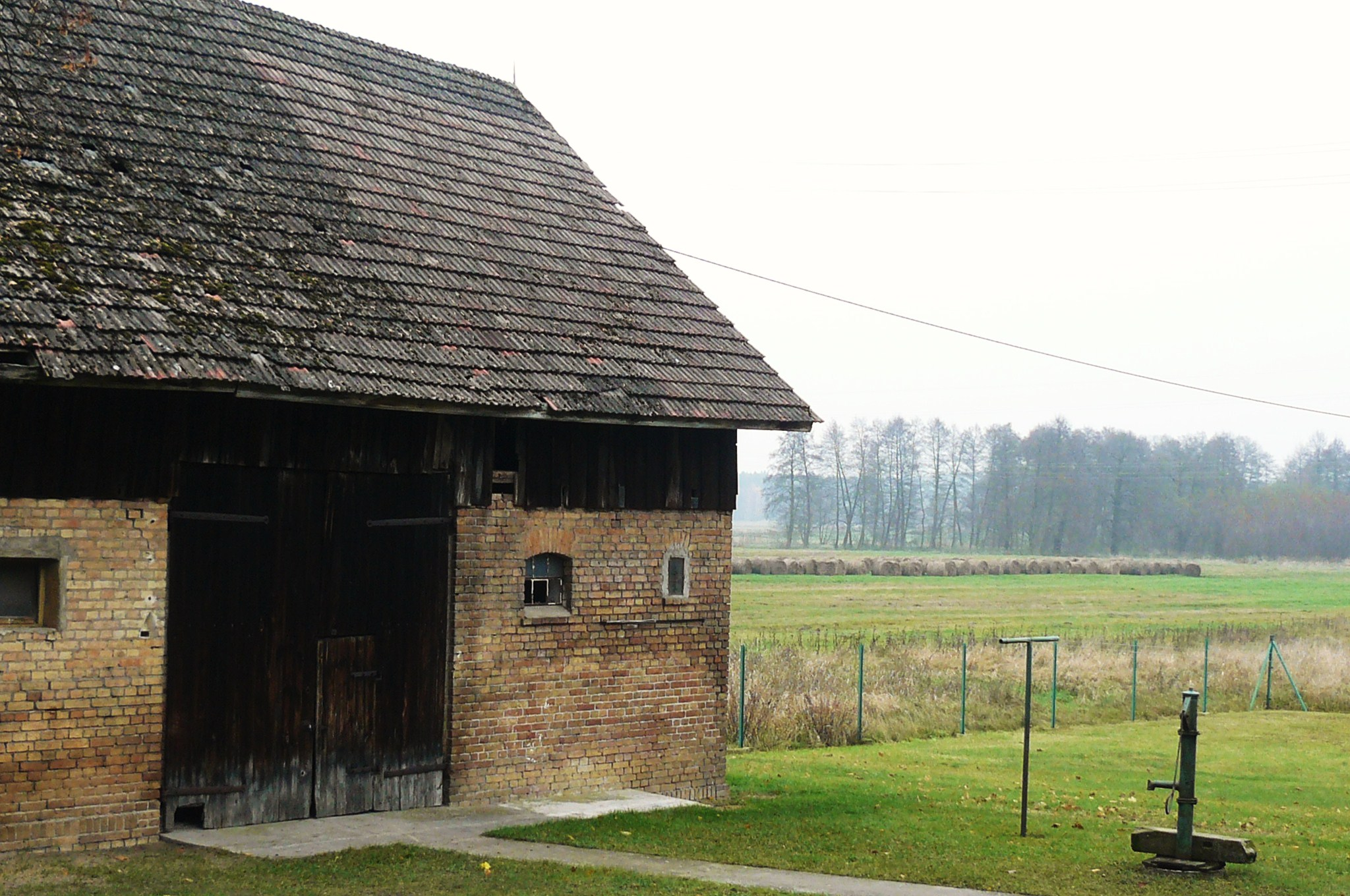
Gebäude in Dobrojewo

Dobrojewo (deutsch Johanneswunsch) ist ein Ort in der Gmina Skwierzyna in der Woiwodschaft Westpommern in Polen. 2011 lebten hier 215 Einwohner.

## Geschichte
Johanneswunsch war eine Kolonie mit einem Vorwerk im Kreis Landsberg (Warthe) in der Neumark in der Provinz Brandenburg. Es hatte eine Schule und ein Bethaus, seit 1903 eine Kirche.
1935 war Johanneswunsch Sitz einer Gemeinde. 
Seit 1945 gehört der Ort Dobrojewo zu Polen.

## Sehenswürdigkeiten
- Kirche Heilige Dreifaltigkeit, 1903 gebauter neogotischer Ziegelbau, seit 1945 römisch-katholische Pfarrkirche